# Vinkovci
Vinkovci (kroatisk udtale ʋîːŋkoːʋtsi ) er en by i Slavonien, i Vukovar-Srijem distrikt i det østlige Kroatien. Byens registrerede indbyggertal var 28.247 ved folketællingen i 2021, det samlede indbyggertal i byen var 31.057, hvilket gør den til den største by i distriktet. Byen er omgivet af mange store landsbyer og er et lokalt transportknudepunkt, især på grund af jernbanen.

## Geografi
Vinkovci ligger i den østlige del af regionen Slavonien, 19 km sydvest for Vukovar, 24 km nord for Županja og 43 km syd for Osijek. Byen ligger i et fladt område ved floden Bosut, i en højde af ca. 90 moh., og har et mildt kontinentalt klima. Vinkovci ligger også i den nordvestlige udkant af den mindre underregion Syrmia.
Nærliggende landsbyer og tilstødende kommuner inkluderer Ivankovo, Jarmina, Markušica, Nuštar, Privlaka og Stari Jankovci.